# Juma Miiro
Juma Miiro est un boxeur ougandais né le 25 mai 1995. 

## Carrière
Sa carrière amateur est principalement marquée par une médaille de bronze remportée aux Jeux du Commonwealth de 2018 dans la catégorie des poids mi-mouches.

## Palmarès

### Jeux du Commonwealth
- Médaille de bronze en -49 kg en 2018 à Gold Coast, Australie